# Taktaharkány
Taktaharkány [ˈtɔktɔhɔrkaːnj] ist eine ungarische Großgemeinde im Kreis Szerencs im Komitat Borsod-Abaúj-Zemplén. Sechzehn Prozent der Bewohner zählen zur Volksgruppe der Roma.

## Geografische Lage
Taktaharkány liegt in Nordungarn, 25,5 Kilometer östlich des Komitatssitzes Miskolc und 10 Kilometer südwestlich der Kreisstadt Szerencs an dem Kanal Takta-övcsatorna. Nachbargemeinden sind Taktaszada, Taktakenéz und Tiszalúc.

## Geschichte
Im Jahr 1907 gab es in der damaligen Großgemeinde 259 Häuser und 1942 Einwohner auf einer Fläche von 6695  Katastraljochen. Sie gehörte zu dieser Zeit zum Bezirk Szerencs im Komitat Zemplén.

## Sehenswürdigkeiten
- Géza-Gárdonyi-Denkmal
- Heimatmuseum (Tájház)
- 1956er-Denkmal
- Römisch-katholische Kirche Szent Péter és Pál apostol
- Reformierte Kirche, erbaut um 1800 im spätbarocken Stil
- Szent-István-király-Denkmal, erschaffen von Ibolya Török
- Weltkriegsdenkmal

## Persönlichkeiten
- János Harkányi (1859–1938), ungarischer Politiker und Minister

## Verkehr
In Taktaharkány treffen die Landstraßen Nr. 3611 und Nr. 3621 aufeinander. Es bestehen Zugverbindungen nach Miskolc, Nyíregyháza und Sátoraljaújhely. Zudem gibt es Busverbindungen über Taktakenéz nach Prügy.